# Raión de Peremyshliany
Peremyshliany (en ucraniano: Перемишлянський район) fue un raión o distrito de Ucrania en el óblast de Leópolis. En la reforma territorial de 2020, su territorio fue incluido en el raión de Leópolis.
Comprendía una superficie de 918 km².
La capital era la ciudad de Peremyshliany.

## Demografía
Según estimación 2010 contaba con una población total de 47763 habitantes.

## Otros datos
El código KOATUU es 4623300000. El código postal 81200 y el prefijo telefónico +380 3263.